# Чежња страст и мржња
Чежња, страст и мржња је пети студијски албум фолк певача Недељка Бајића Баје издат 1998. године за Зам. Пратеће вокале певале су Снежана Ђуришић и Наташа Ђорђевић, а продуцент албума је био Новица Урошевић.

## Списак песама
Аутор(и) свих текстова: Новица Урошевић, аутор(и) свих песама: Новица Урошевић.
| №   | Назив                    | Трајање |  |
| 1.  | Од руке до руке          | 3:18    |  |
| 2.  | Ноћна птица              | 3:10    |  |
| 3.  | Лепотица и сиромах       | 4:15    |  |
| 4.  | Сувише ме подсећаш на њу | 3:15    |  |
| 5.  | Манијак                  | 2:55    |  |
| 6.  | Трагови кармина          | 3:00    |  |
| 7.  | Девица                   | 3:33    |  |
| 8.  | Коловођа                 | 3:20    |  |
| 9.  | Луда, луда девојка       | 3:10    |  |
| 10. | Лептир                   | 3:53    |  |
| 11. | Ватра и олуја            | 3:40    |  |
| 12. | Имам најбољу девојку     | 3:15    |  |
| 13. | Напаћена душа            | 3:30    |  |
| 14. | Маска                    | 3:03    |  |
| 15. | Камелеон                 | 3:05    |  |
| 16. | Девица (инструментал)    | 3:22    |  |